# 독일연방인터랙티브엔터테인먼트소프트웨어협회
독일 연방 인터랙티브 엔터테인먼트 소프트웨어 협회(BIU)는 독일의 엔터테인먼트 소프트웨어의 공급자와 프로듀서의 이익 단체이다. 이 협회와 거기에 속하는 25개의 회사들은 독일의 컴퓨터게임과 비디오게임 시장의 85퍼센트가 넘는 점유율을 차지하며 사회-정치 제도와 게임 사이의 중간자 역할 뿐만 아니라 일반 대중들과 게임 사이를 연결하는 역할을 하고 있다. 협회는 2005년에 창설되었으며 본부는 베를린에 있다. 독일 게임 산업의 생존을 위해 BIU는 수년간 교육 분야의 기술적 인프라의 확장에 지속적으로 관여해왔다. 협회는 또한 지적 재산과 게임 분야의 창조적 인재 양성을 위해 독일 내부는 물론 국제적으로 만연한 소프트웨어의 불법 복제 및 유포와 싸우고 있다.

## 사업 영역

### 다른 연합과의 협력
BIU는 유럽인터랙티브소프트웨어협회(ISFE)의 회원이므로, 유럽 연합 내에서 독일 게임 산업의 이익이 보장된다. BIU는 유럽 전체의 게임 산업 성장을 돕는다. 그 외에도 여러 단체와 협력한다.또 GVU를 지원하여 게임 불법 복제를 막는다.

### 독일 컴퓨터 게임 어워드
독일 컴퓨터 게임 어워드는 BIU와 BMVI, 게임 업계 단체가 후원하는 시상식이다. BIU, BMVI와 함께 연방 정부가 이 시상식을 시작했다. 이는 독일에서 생산되는 혁신적인 게임이나, 문화적이나 교육적으로 가치 있는 게임을 홍보하기 위해서다. 이 상은 독일에서 가장 권위 있는 게임 상이고, 총 상금은 38만 5천 유로이다. 시상식은 베를린과 뮌헨에서 교대로 개최된다.
시상식은 다음과 같은 14개 영역에서 진행한다.
- 최고의 독일 게임 (7만5천유로)
- 최고의 주니어 개념 (총 60,000 유로, 1위 30,000유로, 2위 20,000유로, 3위 10,000유로)
- 최고의 어린이 게임 (50,000 유로)
- 최고의 청소년 게임 (50,000 유로)
- 가장 혁신적인 게임 (30,000유로)
- 최고의 프로덕션 (3만유로)
- 최고의 기능성 게임 (3만유로)
- 최고의 모바일 게임 (3만유로)
- 최고의 게임 디자인 (30,000유로)
- 대상 수상
- 최고의 국제 게임
- 최고의 국제 멀티 플레이어 게임
- 최고의 국제 새로운 세계 게임
- 심사 위원 특별상

### International Games Week(Deutsche Gamestage, dgt)
Dgt는 Aruba Events가 만든 독일 게임 개발자들의 커뮤니케이션 플랫폼이다. BIU는 dgt를 후원하고, dgt의 자문위원회기도 하다. dgt는 기조연설, 워크숍, 패널 토론 등의 프로그램으로 게임 업계인 사이의 교류와 네트워킹 기회를 제공한다. 참가자들은 독일이나 해외 게임 개발자, 퍼블리셔, 투자자, 각종 미디어 산업의 대표들이다.

### 게임스컴
BIU는 유럽 최대 규모의 게임 전시회인 게임스컴을 주최한다. 기업들은 이 전시회에서 게임을 일반 대중들 상대로 공개한다. 전시회장은 80,000m2의 전시홀 네 곳과 건물 내부, 외부 전시가 있다. 방문자들은 발매되기 전의 게임을 전시회장에서 즐길 수 있다. 게임스컴은 원래 라이프치히에서 열렸으나, 2009년부터 퀼른에서 열린다. 또한 참가 게임 중 최고의 게임에게 ‘게임스컴 어워드’를 수여한다. 미성년자를 보호하기 위해 전시회 쪽에서 연령 검사를 진행한다. 자세한 내용은 게임스컴 문서에서 확인할 수 있다.

### 게임 개발자 회의(GDC)유럽
GDC 유럽은 샌프란시스코에서 열리는 게임 개발자 회의이다. 게임스컴과 BIU의 지원으로 GDC 유럽은 유럽에서 가장 크고 중요한 개발자 컨퍼런스이다. 최신 개발 동향이 제시되고 토론된다. 이 회의는 워렌 스펙터 같은 국제적 유명 인사가 등장하여 주목된다. 1,500 명 가량이 참가한다. 게임스컴 이틀 전에 쾰른 전시장에서 시작한다. 회의 마지막 날은 특별 방문객과 언론 개방의 날이다.

### 기능성 게임컨퍼런스
BIU는 Die Mediengesellschaft Niedersachsen/Bremen mbH(nordmedia)와 협력하여 매년 기능성 게임 컴퍼런스를 하노버 CeBIT에서 연다. 기능성 게임이란 재미보다 교육, 훈련, 치료의 목적을 중시하는 게임을 말한다. 이는 점점 성장해가고 있다. 기능성 게임은 몇 년간 미국과 영국에서 회의와 연구가 이루어졌지만, 현재 독일에서도 중요해졌다. 기능성 게임 컨퍼런스는 독일의 기능성 게임 운동의 개척자이고, 이는 독일의 기능성 게임 산업이 국제적으로 주도권을 얻기 위한 것이다. 회의와 함께, 기능성 게임 수상으로 22,000 유로가 수여된다.

### 미성년자 보호
BIU는 미성년자 보호도 담당하고 있다. 1994년 BIU는 소프트게임 심의 등급기관(USK)를 설립하였다. USK는 엔터테인먼트 소프트웨어 자율 규제 기관이다. USK의 등급 제도는 독일의 비디오 게임 등급 제도이다. 게임의 내용에 따라 USK 0, USK 6, USK 12, USK 16, USK 18 식으로 나이제한 등급이 존재한다. PEGI의 등급과 달리 USK의 등급은 독일 유아 및 청소년 보호 법(JuSchG)에 근거를 두므로 법적 구속력이 존재한다. 독일의 모든 게임은 USK에 의해 등급이 부여된다. 등급이 거부된 게임은 BPjM이 조사하고 심각한 경우 데이터를 압수할 수 있다. 소매점에서 게임을 판매할 때는 등급에 맞지 않는 어린 소비자의 구입을 제한해야 한다. 자세한 내용은 소프트웨어 심의 등급 기관 문서에서 확인할 수 있다.

### 미디어 리터러시
전통적 매체와 달리 인터넷과 비디오 게임들은 부모들이 위험성을 제대로 판단하기 어렵다. BIU는 미디어 사용에서 겪을 수 있는 위험에서 미성년자들을 보호한다. 그래서 아동과 성인들은 미디어를 해석할 수 있는 능력(미디어 리터러시)을 개발해야 한다. 이를 위해 BIU는 게임스컴에서 정보를 제공한다. 또 2009년부터 교육 매체 활용 능력을 위해 지식 플랫폼, Spielen Verbindet 켐페인을 시작했다. 이 사이트에서 부모, 보호자, 게임 사용자와 교사들은 미성년자 보호, 미디어 리터러시, 게임 문화 등 게임에 대한 정보를 볼 수 있다.

### 저작권
소프트웨어 불법 복제는 많은 개발자와 퍼블리셔의 경제적 존립을 위협하고 있다. BIU는 전체 게임 유저 중 5~10%는 불법 유저라고 판단한다. 게임 공급자들은 저작권 침해를 막기 위해 복제 방지 도구 등의 기술을 사용한다. 그래도 피해는 상당하고, 인터넷을 통해 계속 퍼져나간다. BIU는 게임업계가 받는 경제적 타격을 줄이기 위해 법적 절차를 거치기도 하고 예방 교육을 한다. 또한 영화와 엔터테인먼트 소프트웨어의 법 집행을 담당하는 GVU(Gesellschaft zur Verfolgung von Urheberrechtsverletzungen e.V)와 협력하고 있다. BSA(Business software alliance)와도 협력한다.

### 문화로써의 게임
약 3천4백만명의 사용자가 존재하는 등 독일 문화의 중요한 부분이다. 라라 크로프트, 팩맨, 마리오같은 가상 캐릭터들은 대중 문화의 아이콘이 되었다. 또한 컴퓨터 게임은 다양한 문화 사이의 연결을 형성한다. 게임 디자이너와 프로그래머는 각본가, 배우, 작곡가로서 게임 개발에 참여한다. 2008년, 독일문화위원회(Deutschen Kulturrat)는 게임을 문화 자산으로 인정했다. 그 후 1년에 한 번 수여하는 ‘독일 컴퓨터 게임 상’을 도입했다. 그리고 2010년 최초의 컴퓨터 게임 박물관이 정치권과 기업들의 후원으로 베를린에 개장했다. 이는 게임이 문화재로 남아있을 장소를 제공한 것이다.

### 게임의 장르
게임도 책, 음악, 영화와 TV 프로그램처럼 여러 장르로 구분된다. USK는 게임을어드벤처 게임, 아케이드 게임, 기능성 게임 등 여러 장르로 나눈다.

## 가입 기업
현재 25개 회원이 존재한다.
- 액티비전 블리자드 독일 GmbH
- 반다이 남코 엔터테인먼트 독일 GmbH
- 크라이텍 GmbH
- 일렉트로닉 아츠 GmbH
- European Games Group
- 게임포지 AG
- 굿게임 스튜디오
- 이노게임스 GmbH
- 칼립소 미디어 GmbH
- 코흐 미디어 GmbH  보관됨 2015-10-19 - 웨이백 머신
- 코나미 디지털 엔터테인먼트 GmbH
- Limbic Entertainment
- 마이크로소프트 독일 GmbH
- 닌텐도 유럽 GmbH
- Pro7Sat1 Games GmbH  보관됨 2015-10-06 - 웨이백 머신
- 소니 컴퓨터 엔터테인먼트 독일  보관됨 2014-12-28 - 웨이백 머신
- 스퀘어 에닉스 독일
- 테이크-투 인터랙티브 GmbH
- 유비소프트 GmbH
- Upjers GmbH & Co. KG
- 워게이밍
- 워너 브라더스 엔터테인먼트
- 우가 GmbH
- Yager Development GmbH
- 제니맥스 독일 GmbH

## 독일 게임 산업 통계
BIU는 매년 반기마다 각종 게임 산업 통계 자료를 공유하고 있다. 해당 자료들은 공식 홈페이지에 영어와 독일어 보관됨 2015-07-05 - 웨이백 머신로 제공된다.

### 2014년 전반기
모든 비교자료는 2013년 전반기와 2014년 전반기를 비교하고 있다.

#### 독일 게임 시장 총 매출 - 6% 증가[11]
게임 시장 총 매출은 2013년 전반기 7억 5200만 유로(약 1조 원)에서 2014년 전반기 7억 9800만 유로로 6% 증가되었다.
2014년 전반기의 경우 PC, 콘솔, 모바일 게임의 구매로 인한 매출은 5억 180만 유로, 게임 월정액제나 추가적인 아이템 판매 등으로 인한 매출은 2억 800만 유로다.
국제적인 추세로 F2P(Free to Play)가 성행하면서 게임 구매로 인한 매출보다 주기적으로 벌어들이는 F2P매출이 늘어남을 볼 수 있다.

#### 게임 아이템 판매 - 모바일은 149%, PC 등 포함한 모든 플랫폼에선 256% 증가[12]
모바일 게임에서 유로 아이템 판매로 인한 매출은 2013년 전반기에 비해 2014년 전반기 8900만 유로로 256% 증가하였다.
그 외 온라인 게임, 웹게임 모두 포함한 유로 아이템 판매는 2014년 전반기에 149% 증가한 2억 2900만 유로 매출을 달성하였다.

#### 모바일 게임 판매 및 인-앱 결재 매출 - 133% 증가[13]
모바일 게임앱 판매 및 인앱결재 부분에서는 전년도에 비해 2014년도 전반기에 133% 증가한 1억 1400만 유로 매출을 달성하였다.

#### 스마트폰 게임-앱 사용자– 23% 증가[14]
스마트폰 게임을 즐기는 사용자들은2013년도 전반기에 비해 1년 후인 2014년도 전반기에 23% 증가한 약 2060만 명을 달성하였다.
그 중 대략 41%의 게임어플 구매자들은 39세 이상이며, 50% 이상의 게임이 한달에 약 3천 유로(약 400만 원)의 순이익을 벌어들이고 있다.

#### 온라인 및 웹 게임 사용자 – 4% 증가[15]
23%의 큰 성장세를 보이고 있는 모바일 게임과는 달리 온라인 및 웹 게임의 유저 수는 2014년 전반기에 전년도 대비 4% 증가한 160만 명으로 집계되었다.

#### 스마트폰 게임-앱, 온라인 및 웹 게임 사용자 수 총 집계 – 10% 증가[16]
온라인, 웹, 게임앱을 즐기는 사용자를 중복되지 않게 집계한 수는 2014년 전반기에 전년도 대비 10% 증가한 264만 명이다.
온라인 게임을 즐길 사용자들은 이미 꾸준히 게임을 즐기고 있었고 그에 반해 이제 막 성장하기 시작한 스마트폰 게임앱의 경우 스마트폰 시장이 커짐과 같이 증가하고 있음을 보여주는 자료다. 또한 스마트폰의 경우 언제 어디서나 즐길 수 있는 점 때문에 모바일 게임 사용자 수가 클 것임을 추측할 수 있다.

#### 독일 게임 사용자들의 게임 구매 경로 통계[17]
오프라인 구매란 게임 시디 패키지 등 물리적으로 게임 소유권을 구매하는 것을 의미하며, 온라인 구매란 다운로드를 통해 컨텐츠를 다운받아 소유권을 구매하는 것을 의미한다.
좋아하는 회사의 게임이여서
- 오프라인 – 18%
- 온라인 - 16%

아이들을 위한 선물로
- 오프라인 - 17%
- 온라인 - 3%

장르 추천
- 오프라인 - 14%
- 온라인 - 19%

특가 할인 상품
- 오프라인 - 10%
- 온라인 - 19%

오래전부터 가지고 싶었던 게임이어서
- 오프라인 - 8%
- 온라인 - 9%

즉흥적인 구매
- 오프라인 - 7%
- 온라인 - 9%

친구의 추천으로
- 오프라인 - 6%
- 온라인 - 7%

선물의 경우 직접 만질 수 있는 물질로서의 선물을 선호하기 때문에 오프라인 게임 구매가 높음을 추측할 수 있다. 또한 특가 판매의 경우 온라인 구매는 오프라인 구매보다 부담 없이 가볍게 접근할 수 있고 판매자 입장에서도 시장 경향 통계를 분석해 즉각적인 특가 할인 대응이 되므로 온라인 구매수가 더 높은 것으로 추정된다.

#### 신세대 콘솔의 발매 초기 구매율 – 23% 증가[18]
콘솔 출시 이후 7개월 간의 판매만을 집계
콘솔 하드웨어 구매의 경우 전 세대(플레이 스테이션 3, 닌텐도 위, 엑스박스 360)에 비하여 새로 나온 신 세대 콘솔(플레이 스테이션4, 닌텐도 위U, 엑스박스 One)이 23% 증가된 초기판매기록을 세웠다.
위와 같은 결과는 콘솔 하드웨어들이 단순히 게임 뿐만 아니라 IPTV나 VOD 컨텐츠, 스포츠 게임 등 가족이 함께 즐길 수 있는 다양한 즐길 거리를 제공함으로 나타났다고 분석할 수 있다.

#### 게임 총 매출 중 다운로드(온라인 판매) 비율[19]
시디를 구매하지 않고 온라인에서 게임을 직접 구매 및 다운로드 하는 비율은 점차 증가하고 있다. 2013년 전반기까지는 년간 2~3%의 성장률을 보였으나 2014년 전반기에는 전년도 대비 약 2배 증가한 23%을 달성하였다.

### 2015년 전반기
모든 비교자료는 2014년 전반기와 2015년 전반기를 비교하고 있다.

#### 디지털 게임 총 매출 - 8% 증가[20]
2015년 전반기의 독일 디지털 게임 매출은 2014년에 비해 전체적으로 ８% 중가했다. 게임 월 정액제 부분에서 2014년에는 5100만 유로였으나 2015년은 6500만 유로의 매출로 나타났다. 소액결제(유로 아이템 및 DLC) 부분에서는 2014년은 2290만 유로였으나 2015년에는 2640만 유로로 중가했다. 또한 게임 구매로 인한 매출에서는 2014년에는 5180만 유로였으나 2015년에는 5340만 유로로 중가했다.

#### 모바일 게임 애플리케이션 매출 - 54% 증가[21]
2015년 전반기의 모바일 게임 애플리케이션 매출은 2200만 유로로 2014년 전반기(2500만 유로)에 비해서 게임 애플리케이션 구매매출은 300만 유로가 감소했으나 인 게임 결제 등 소액결제 부분에서는 2014년 전반기의 8900만 유로에서 2015년 전반기에는 1억 5600유로로 크게 성장하였다.

#### 콘솔 게임 시장의 성장 - 16% 증가[22]
콘솔용 비디오 게임의 매출은 2014년 전반기 대비 16% 증가한 3억 600만 유로로, 모두가 모바일 게임 시장 성장에 주목함에도 불구하고 적지 않게 성장하고 있다.

#### 총 매출 대비 게임 온라인 판매의 비율 - 2% 증가[23]
직접 CD를 구매하지 않고 온라인에서 구매 후 다운로드 하는 방식으로 게임을 구매하는 비율은 모든 게임 매출에 대하여 2013년 전반기 12%였다 그 후로 1년 새 2014년 총 매출 대비 23%로 작년 대비 11%가 성장하였고,  2015년에는 25%로 2014년보다 크게 성장하진 않았다.
====독일 앱 스토어 전체 매출 대비 게임 앱 매출 비율
게임 앱 매출이 앱 스토어 전체 매출에 차지하는 비율은 google play에서 2013년 약 60%에서 2014년 약 80%로 큰 성장세가 있었지만 2015년에는 2014년과 거의 비슷한 비율을 차지하고 있다. 애플 iOS의 app store에서는 2013년에 google play와 비슷한 약 60%을 차지하였고 2014년에 약 73%로 성장하였다. 하지만 2015년의 경우 2013년과 거의 비슷한 비율로 감소하였다.

#### E-Sports를 아는 인터넷 유저의 나이와 비율[25]
독일 인터넷 사용자 중 22%는 E-Sports를 알고 있으며, 절반 가량인 12%는 E-Sports 경기를 관람한 적이 있다고 답하였다. 그 인터넷 사용자들의 연령 분포는 아래와 같다.
- 14-19세 :  32%
- 20대 :  42%
- 30대 :  29%
- 40대 15%
- 50대이상 : 10%

## 같이 보기
- 게임스컴
- 소프트웨어 심의 등급 기관